# Талды-Суу (Иссык-Кульская область)
Талды-Суу (кирг. Талды-Суу) — село в Тюпском районе Иссык-Кульской области Киргизии. Административный центр Талды-Сууйского аильного округа. Код СОАТЕ — 41702 225 876 01 0. Находится в северо-восточной части  Иссык-Кульской области, у подножья хребта  Кюнгёй-Ала-Тоо, на высоте 1700—1800 метров над уровнем моря.Расположено в 40 км от областного центра г. Каракол. Рядом с селом протекает речка Талды-Суу.

## Население
По данным переписи 2022 года, в селе проживало 4 728 человек.

## Известные уроженцы
- Дикамбаев, Казы Дикамбаевич — советский партийный и государственный деятель Киргизской ССР, председатель Совета Министров Киргизской ССР.
- Уркаш Мамбеталиев — известен как народный артист киргизского народа, поэт и сказочник.
- Салиева, Батыш — советская партийная и государственная деятельница. Депутат Верховного Совета СССР двух созывов.
- Айша Карасаева — киргизская киноактриса, сыгравшая впервые главную роль в полнометражном игровом фильме «Крытый фургон», ученый-филолог, а также профессиональная стенографистка-машинистка кыргызском и русском языках, автор первого учебника стенографии в тюркоязычном мире.
- Жыпар Жекшеевич — киргизский общественный деятель. Один из основателей движения «Ашар» и Демократического движения Кыргызстана. Наряду с другими активистами стоял у истоков создания демократических организаций, появившихся в годы Перестройки в Киргизской ССР. Внёс большой вклад в развитие демократии и гражданских преобразований в Киргизии.